# Dionne (альбом, 1979)
| Оценки критиков               | Оценки критиков |
| Источник                      | Оценка          |
| ----------------------------- | --------------- |
| AllMusic                      | [ 1 ]           |
| Christgau’s Record Guide      | C+              |
| Encyclopedia of Popular Music | [ 3 ]           |
| The Rolling Stone Album Guide | [ 4 ]           |

Dionne — двадцатый студийный альбом американской певицы Дайон Уорвик, выпущенный в 1979 году на лейбле Arista Records. Продюсером записи стал Барри Манилоу.

## Об альбоме
Благодаря записи этого альбома певица вновь вернулась на вершины чартов в США. Лид-сингл «I’ll Never Love This Way Again» смог добраться до 5 места в чарте Billboard Hot 100, получил золотую сертификацию, а также был удостоен двух премий «Грэмми». Песня «Déjà Vu» возглавила чарт Adult Contemporary и тоже выиграла премию «Грэмми». С песней «Feeling Old Feelings» певица взяла первый приз на Токийском музыкальном фестивале в 1980 году.
Сама пластинка пользовалась не меньшим успехом, заняв 12 место в чарте Billboard Top LPs и 10 место в чарте Top Black Albums. Также альбом стал первым в карьере певицы, получившим платиновую сертификацию от Американской ассоциации звукозаписывающих компаний за более чем 1 000 000 проданных копий.

## Список композиций
| №  | Название                         | Автор(ы)                     | Длительность |
| -- | -------------------------------- | ---------------------------- | ------------ |
| 1. | «Who, What, When, Where, Why»    | Руперт Холмс                 | 3:15         |
| 2. | «After You»                      | Даг Франк, Даг Джеймс        | 4:02         |
| 3. | «The Letter»                     | Уэйин Карсон Томпсон         | 3:11         |
| 4. | «I’ll Never Love This Way Again» | Ричард Керр, Уилл Дженнингс  | 3:33         |
| 5. | «Déjà Vu»                        | Айзек Хейз, Адриенн Андерсон | 4:06         |

| №   | Название               | Автор(ы)                                  | Длительность |
| --- | ---------------------- | ----------------------------------------- | ------------ |
| 6.  | «Feeling Old Feelings» | Дэнни Хайс, Чип Харди                     | 4:03         |
| 7.  | «In Your Eyes»         | Барри Манилоу, Брюс Суссман, Джек Филдман | 3:43         |
| 8.  | «My Everlasting Love»  | Рик Сэндлер, Джин Симмонс, Кон Кован      | 4:23         |
| 9.  | «Out of My Hands»      | Сисси Хьюстон, Элвин Филдс, Даг Франк     | 3:17         |
| 10. | «All the Time»         | Барри Манилоу, Марти Панцер               | 4:06         |

## Позиции в хит-парадах
| Хит-парад (1979)                       | Высшая позиция |
| -------------------------------------- | -------------- |
| Австралия (Kent Music Report)          | 35             |
| Канада (RPM Top Albums/CDs)            | 30             |
| США (Billboard 200)                    | 12             |
| США (Billboard Top R&B/Hip-Hop Albums) | 10             |

| Хит-парад (1980)                   | Позиция |
| ---------------------------------- | ------- |
| США (Billboard Top Popular Albums) | 36      |
| США (Billboard Top Soul Albums)    | 27      |

## Сертификации и продажи
| Регион                                                      | Сертификация | Продажи    |
| ----------------------------------------------------------- | ------------ | ---------- |
| США (RIAA)                                                  | Платиновый   | 1 000 000^ |
| ^ Данные о тиражах приведены только на основе сертификации. |              |            |